# Sant Ponç (Erau)
|  | Aquest article tracta sobre la comuna francesa. Si cerqueu l'església, vegeu «catedral de Sant Ponç de Tomièiras». |

Saint-Pons-de-Thomières (en occità Sant Ponç de Tomièiras) és un municipi occità del Llenguadoc, del departament de l'Erau, a la regió d'Occitània.